# Guido Ferrando
Guido Ferrando (Roma, 29 marzo 1883 – Santa Barbara, 11 giugno 1969) è stato un anglista, filosofo, teosofo studioso di psicologia e antifascista italiano.

## Biografia
Si laureò in filosofia e filosofia moderna all'Università di Pisa. Nel 1920 divenne titolare della cattedra di letteratura inglese presso la facoltà di lettere dell'Università di Firenze e per oltre un decennio fu vicedirettore e preside del British Institute della stessa città; fu anche direttore della Biblioteca Filosofica fiorentina. In qualità di anglista s'interessò a Shakespeare, Coleridge, Yeats e i trascendentalisti Emerson e Thoreau, dando di alcuni di questi anche delle versioni. Scrisse per La Voce nei primi anni della sua pubblicazione. Fu inoltre studioso di psicologia e redattore della rivista Psiche. Collaborò con  Gaetano Salvemini alla propaganda antifascista e firmò il Manifesto di Benedetto Croce (1925).
Nel 1932 espatriò negli Stati Uniti, a New York, dove continuò la sua attività antifascista, divenne professore d'italiano e filosofia presso il Vassar College e nel 1934 sposò Wilhelmina Anieka Leggett, con cui adottò la figlia Vasanti. Contribuì più tardi a fondare la Besant Hill School di Ojai, California, praticandovi l'insegnamento more socratico: "l'istruzione è un processo d'indagine dove gli studenti imparano come pensare, non cosa pensare".